# Кызыл-Октябрь (Чуйская область)
Кызыл-Октябрь (кирг. Кызыл-Октябрь) — село в Кеминском районе Чуйской области Кыргызстана. Административный центр Кызыл-Октябрьского аильного округа. Код СОАТЕ — 41708 213 830 01 0.

## Население
| год     | 2009 | 2014 | 2015  |
| ------- | ---- | ---- | ----- |
| человек | 1212 | 1353 | 1 364 |